# الموز الذهبي

الموز الذهبي

الموز الذهبي أو حزام الشمس هو مصطلح يستخدمه المحللون عند مناقشة التحضر في السياق الأوروبي.يشير إلى منطقة ذات كثافة سكانية أعلى تقع بين فالنسيا في الغرب وجنوة في الشرق على طول ساحل البحر الأبيض المتوسط، والتي حددها تقرير «أوروبا 2000» الصادر عن المفوضية الأوروبية في عام 1995 أن تكون مماثلة للموز الأزرق. 